# 충청남도의 기념물
충청남도 기념물은 지방기념물 중에서 충청남도 내에 있는 문화재를 의미한다. 최고의 문화재로 지정되지 않은 것들 중 패총, 고분, 성지, 궁지 등의 사적지 중 역사적, 학술적 가치가 있는 것, 경승지로서 예술적 기교, 관람 가치가 있는 및 동물, 식물, 광물, 동굴 등에서 학술적인 가치가 있는 것"을 대상으로 충청남도지사가 조례에 따라 지정한다.

## 지정목록
- 제1호 ~ 제100호
- 제101호 ~ 제200호